# Oeax triangularis
Oeax triangularis är en skalbaggsart som först beskrevs av White 1858.  Oeax triangularis ingår i släktet Oeax och familjen långhorningar. Inga underarter finns listade i Catalogue of Life.